# Гіллсборо (фільм)
«Гіллсборо» (англ. Hillsborough) — драматичний фільм, знятий для телебачення за сценарієм Джиммі МакГоверна, у головній ролі з Крістофер Екклстоном та Ріккі Томлінсоном. В перше фільм був представлений до показу на телеканалі «Granada Television»(Гранада Телевіжн), 5 грудня 1996 року.

## Зміст
Фільм розповідає історію про трагедію на Гіллсборо в результаті якої загинуло 96 вболівальників команди «Ліверпуль». 15 квітня 1989 року у півфіналі Кубка Англії, зустрічалися дві команди «Ліверпуль» та «Ноттінгем Форест». Матч проводився на стадіоні «Гіллсборо» в Шеффілді, проте на 6-й хвилині матч був зупинений, коли стало відомо що почалася тиснява в результаті якої 94 людини загинули того ж дня, ще один вболівальник помер через кілька днів в лікарні, останній пробув у комі 4 роки та помер 3 березня 1993.